# VKTM
«VKTM» es una canción del productor rumano Sickotoy, en colaboración con la cantante rumana Inna y TAG. Se estrenó en formato digital y streaming el 29 de mayo de 2020 a través de Global Records. Breyan Isaac escribió el tema, mientras que Sickotoy se encargó de la producción. Líricamente, Inna canta sobre enamorarse y sentirse vulnerable. «VKTM» es una pista de EDM y house que utiliza un drop musical, inspirado por un grave brasileño, y un instrumento oriental como acompañamiento. La crítica especializada le ha otorgado reseñas positivas a la canción por su sonido experimental, producción y la voz de Inna.
Un crítico también señaló una diferencia entre su estilo con el de los trabajos previos de la artista y lo comparó con material de la cantante ucraniana Maruv. El video oficial de «VKTM» se publicó en el canal oficial de Sickotoy en YouTube simultáneamente con el lanzamiento del sencillo. Filmado por Bogdan Păun, el metraje presenta a Inna interpretando la pista en diferentes escenarios, acompañada por cuatro bailarinas. Desde el punto de vista comercial, la canción alcanzó el puesto número 92 en la lista Airplay 100.

## Antecedentes y composición
«VKTM» fue escrita por Breyan Isaac, mientras que Sickotoy se encargó de la producción; este último colaboró previamente con Inna al producir su sencillo «Te vas» (2019), bajo su apodo Alex Cotoi. La discográfica Global Records estrenó la canción en formato digital y streaming el 29 de mayo de 2020. Es el primer sencillo en el que Inna no es la única artista principal desde «We Wanna» (2015) con Alexandra Stan.
Con el uso de elementos electrónicos, Inna canta acerca de ser «víctima del amor» y sobre tener sentimientos «inexplicables» cuando se encuentra vulnerable. Sickotoy recordó la sesión durante la cual se creó la canción y dijo que tuvieron una «completa libertad musical», mientras que TAG sostuvo que la pista es «única» por su estilo «vulnerable, indulgente [y] rebelde». «VKTM» es una canción de EDM y house, diferente a los sencillos previos de Inna «Not My Baby» y «Sober» (2020) que son del estilo deep house, y también contiene influencias de la música industrial, folk, indie pop y rock. Se ha señalado que su drop musical está inspirado por un grave brasileño y utiliza un instrumento oriental como acompañamiento.

## Recepción

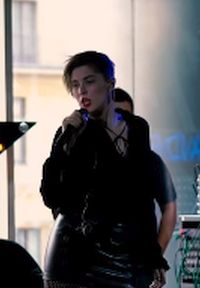
La crítica comparó tanto la canción como su videoclip con los trabajos de la cantante ucraniana Maruv (en la imagen).

Tras su lanzamiento, «VKTM» ha recibido reseñas positivas por parte de los críticos de música. Jonathan Currinn, del sitio web CelebMix, elogió la producción y la voz de Inna, pero criticó su título «superficial». Además, comparó la pista con los trabajos de la cantante ucraniana Maruv. Jannik Pesenacker, de Dance-Chart, afirmó que «VKTM» tiene un sonido experimental «especial», «innovador» e «interesante», y aplaudió el talento vocal de Inna. El profesional concluyó: «El número es definitivamente único [...] Rara vez se lanzan pistas tan variadas e innovadoras». Desde el punto de vista comercial, la canción alcanzó el puesto número 92 en la lista Airplay 100.

## Video musical
El video oficial de «VKTM» se publicó en el canal oficial de Sickotoy en YouTube el 29 de mayo de 2020; el productor lanzó previamente un adelanto el 25 de mayo en la misma plataforma. El metraje fue filmado por Bogdan Păun, mientras que Alexandru Mureșan se desempeñó como el director de fotografía. Andra Marta y Cristina Poszet escribieron el guion y Loops Production manejó la producción. El video empieza con Inna sentada en un sofá, mientras luce un traje negro. Posteriormente, cuatro bailarinas aparecen por detrás y realizan coreografías alrededor de la cantante. Más tarde, juntas realizan movimientos sincronizados en otra habitación antes de que se muestren imágenes distorsionadas.
Después, en otro escenario, Inna luce un brasier negro y jeans, sobre un sillón frente a una pantalla que muestra imágenes multicolores; la cantante también aparece iluminada con luces de estroboscopio. A medida que el video avanza, se intercalan tomas que muestran a las bailarinas realizando coreografías alrededor, mientras empujan sillas, e imágenes de un elevador. En el final del videoclip, Inna luce un traje amarillo neón en una habitación verde acompañada por Sickotoy, quien luce unas gafas de sol deportivas. Currinn, de CelebMix, elogió el video por ser «actual y contemporáneo», y lo comparó con el videoclip de Inna, «Club Rocker» (2011). Además, señaló que la imagen de la cantante se ve más sexualizada que antes, y comparó las escenas de BDSM con los videos de Maruv. También se estrenó un videoclip especial para la versión extendida de «VKTM» el 14 de junio de 2020.

## Formatos
| Descarga digital |        |          |  |
| N.º              | Título | Duración |  |
| 1.               | «VKTM» | 2:29     |  |

## Posicionamiento en listas
| Rumania | Airplay 100 | 92  |
| Rusia   | Tophit      | 714 |

## Historial de lanzamiento
| País  | Fecha              | Formato(s)       | Discográfica | Ref.  |
| ----- | ------------------ | ---------------- | ------------ | ----- |
| Mundo | 29 de mayo de 2020 | Descarga digital | Global       | [ 4 ] |